# Hugh Dowding

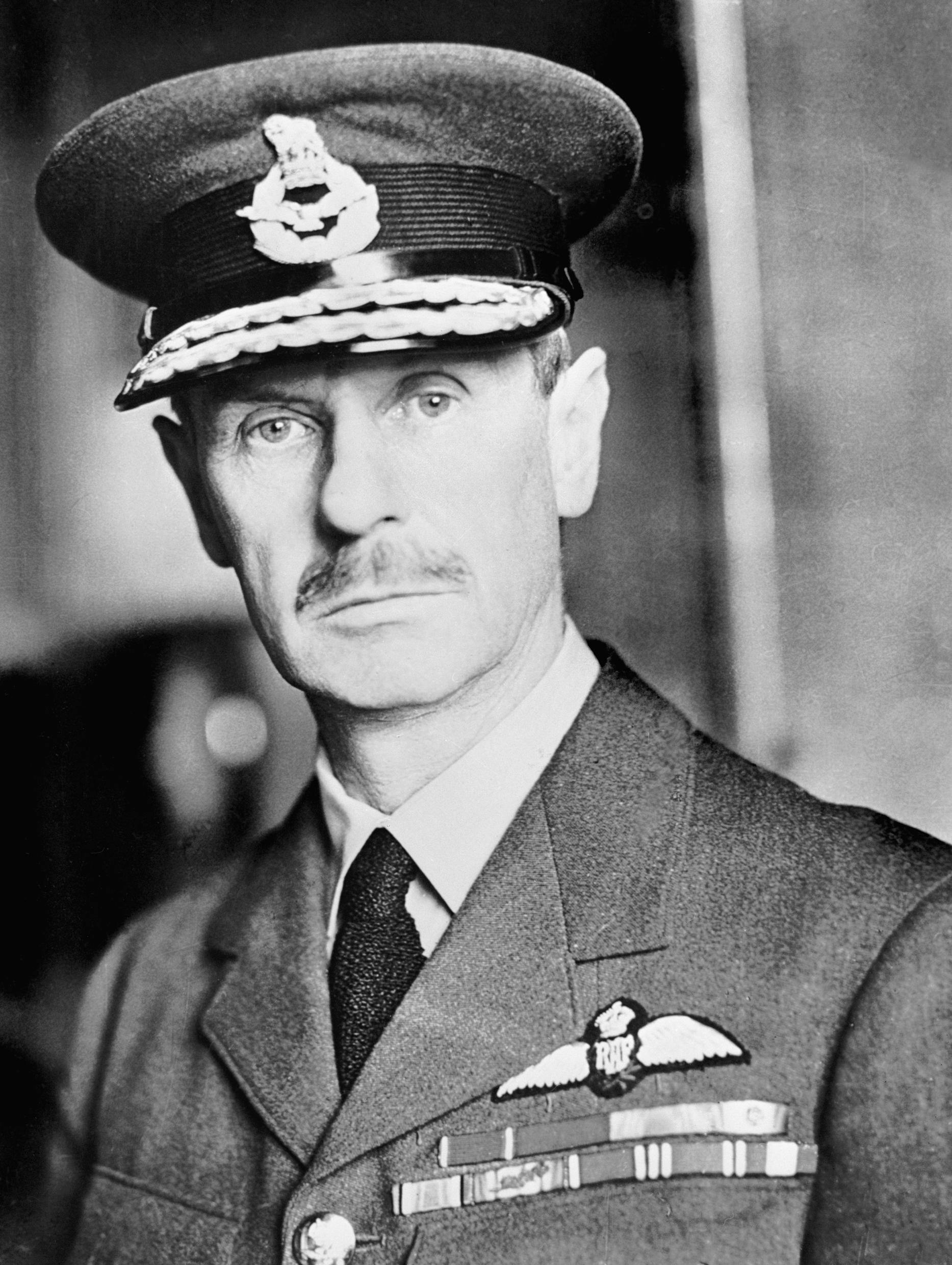
Hugh Dowing năm 1940

Thống chế không quân Hugh Caswall Tremenheere Dowding, Nam tước Dowding thứ nhất, GCB, GCVO, CMG (24 tháng 4 năm 1882 - 15 tháng 2 năm 1970) là một sĩ quan trong Không quân Hoàng gia. Ông từng là một phi công chiến đấu và sau đó là sĩ quan chỉ huy của Phi đội số 16 trong Thế chiến thứ nhất. Trong những năm giữa chiến tranh, ông trở thành Chỉ huy chiến đấu của Không quân, Phòng không Không quân Anh và sau đó gia nhập Hội đồng Không quân với tư cách là Thành viên Không quân về Cung ứng và Nghiên cứu. Ông là sĩ quan không quân chỉ huy Bộ tư lệnh chiến đấu RAF trong trận chiến nước Anh và thường được cho là có vai trò quan trọng trong phòng thủ của Anh, và do đó, đánh bại kế hoạch xâm lược nước Anh của Adolf Hitler. Ông bất đắc dĩ được thay thế chỉ huy vào tháng 11 năm 1940 bởi người ủng hộ Big Wing Sholto Douglas. Ông nghỉ hưu vào tháng 7 năm 1942. Dowding qua đời vào ngày 15 tháng 2 năm 1970 tại nhà riêng của mình ở Kent, thọ 87 tuổi.